# Monte I Porcini
Monte I Porcini è un rilievo dei Monti Reatini che si trova nel Lazio, nella provincia di Rieti, tra il comune di Leonessa e quello di Posta.